# Vaalbará

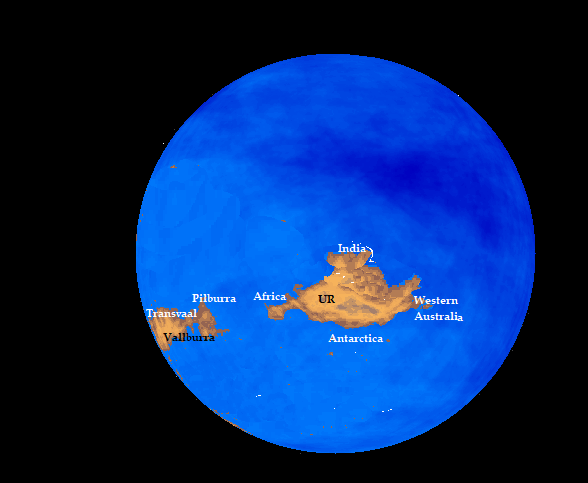
Reconstrucción de lo que pudo haber sido Vaalbará.

Vaalbará es el nombre del primer e hipotético supercontinente que existió sobre la Tierra. Se estima que la Tierra se formó hace 4567 millones de años. Se supone que la existencia de este supercontinente «nació» hace entre 3800-3600 millones de años. Su existencia se basa en estudios geocronológicos y paleomagnéticos hechos entre los dos cratones arcaicos (protocontinentes) de Kaapvaal y el Pilbara. El cratón de Kaapvaal se denomina así por la provincia sudafricana de Kaapvaal; y el cratón de Pilbara, por la región homónima ubicada en Australia Occidental. Según los datos radiométricos de los cratones que formaron parte de Vaalbará, suponen que este existía hace unos 3300 millones de años y posiblemente también hace unos 3600 millones de años.

## Hallazgos
Hace poco tiempo se han realizado estudios de lo que sería el hallazgo de las rocas más antiguas de nuestro planeta en Canadá (Nuvvuagittuq, al este de la bahía de Hudson, en Quebec). Se halló y midió las minuciosas variaciones de la composición isotópica de elementos de las rocas, como el neodimio o el samario, que tienen una gran capacidad magnética y se llegó a la conclusión de que estas rocas debían tener entre 3800 y 4280 millones de años. Por lo que las rocas de Nuvvuagittuq serían el primer indicio de la primera corteza terrestre. También en Groenlandia se habían localizado rocas de hace 3800 millones de años que provenían del fondo de los océanos.

## Pruebas
Una prueba adicional es la secuencia de similitudes estructurales de los cinturones supracorticales y gneis de estos dos cratones. Estos mismos cinturones supracorticales están ahora diseminadas por los márgenes del cratón Superior de Canadá y también por todos los cratones de los futuros continentes sucesores cuyos Gondwana y Laurasia supone que existían hace 200 millones de años. La posterior deriva seguida por los cratones Kaapvaal y Pilbara después de 2800 millones es una prueba más de que antiguamente estaban conectados. Se desconoce cuándo el supercontinente Vaalbará se empezó a fragmentar, pero datos geocronológicos y paleomagnéticos muestran que los dos cratones habrían tenido una separación rotacional de 30 grados de latitud, lo que implica que ya no eran contiguos hace 2800 millones de años.

## Continentes a través del tiempo
Según estudios formados a través del tiempo, nuestro planeta sufrió muchos cambios posteriormente, hasta llegar a lo que es ahora y que lo podamos visualizar de la forma en que lo vemos ahora. Se sostiene la idea de que nuestro planeta tiene más de 4500 millones de años. Gracias a los avances podemos sacar conclusiones y poder suponer cuántos años hace que han surgido los antiguos continentes hasta su fragmentación. Por ahora no sabemos con exactitud el tiempo que han estado presentes, cuándo surgieron, cómo han logrado diseminarse y separarse hasta llegar a la posición actual, con sus posibles rotaciones y erosiones. 

### Los antiguos continentes
| Continente | Desde [años aprox.] | Hasta [años aprox.]                                                                     |
| ---------- | ------------------- | --------------------------------------------------------------------------------------- |
| Vaalbará   | 3800 millones       | 3300 millones                                                                           |
| Ur         | 3100 millones       | 2900 millones - 1300 millones (formación de Greenvillia) - 200 millones (fragmentación) |
| Kenorland  | 2900 millones       | 2600 millones                                                                           |
| Nena       | 2000 millones       | 1800 millones                                                                           |
| Atlántica  | 1800 millones       | 1700 millones                                                                           |
| Columbia   | 1800 millones       | 1500 millones                                                                           |
| Rodinia    | 1100 millones       | 750 millones                                                                            |
| Pannotia   | 600 millones        | 540 millones                                                                            |
| Gondwana   | 540 millones        | 180 millones                                                                            |
| Pangea     | 335 millones        | 200 millones                                                                            |
| Laurasia   | 300 millones        | 180 millones                                                                            |
| Eurafrasia | 20 millones         | presente                                                                                |
| América    | 12 millones         | presente                                                                                |

### Hipotético supercontinente del futuro
| Novopangea |
| ---------- |

| Predecesor: - | Ciclo supercontinental Arcaico (Paleoarcaico - Mesoarcaico) | Sucesor: Ur |